# Dendrexetastes rufigula
A Dendrexetastes rufigula a madarak (Aves) osztályának verébalakúak (Passeriformes) rendjébe, valamint a fazekasmadár-félék (Furnariidae) családjába és a fahágóformák (Dendrocolaptinae) alcsaládjába tartozó Dendrexetastes nem egyetlen faja.

## Rendszerezése
A fajt René Primevère Lesson francia ornitológus írta le 1844-ben, a Dendrocolaptes nembe  Dendrocolaptes (orthocolaptes) rufigula néven, innen helyezték jelenlegi nemébe.

## Alfajai
- Dendrexetastes rufigula devillei (Lafresnaye, 1850)
- Dendrexetastes rufigularu figula (Lesson, 1844)
- Dendrexetastes rufigula moniliger J. T. Zimmer, 1934
- Dendrexetastes rufigula paraensis Lorenz, 1895[2]

## Előfordulása
Az Amazonas-medencében, Bolívia, Brazília, Kolumbia, Ecuador, Francia Guyana, Guyana, Peru, Suriname és Venezuela területén honos. Természetes élőhelyei a szubtrópusi és trópusi  síkvidéki esőerdők, lombhullató és mocsári erdők. Állandó, nem vonuló faj.

## Megjelenése
Átlagos testhossza 27 centiméter, testtömege 64-77 gramm.
|  |

## Életmódja
Ízeltlábúakkal táplálkozik.

## Természetvédelmi helyzete
Az elterjedési területe rendkívül nagy, egyedszáma pedig stabil. A Természetvédelmi Világszövetség Vörös listáján nem veszélyeztetett fajként szerepel.